# Falso Dimitri I di Russia
Falso Demetrio I (Mosca, 19 ottobre 1589 – Mosca, 27 maggio 1606), noto anche come Pseudo-Demetrio, è stato uno dei tre pretendenti al trono di Russia (gli altri due furono il Falso Dimitri II di Russia e il Falso Dimitri III di Russia) che affermavano di essere Dmitrij, figlio di Ivan il Terribile, fortunosamente scampato al tentativo di assassinio.

Il Falso Demetrio I (in russo Лжедми́трий I?, Lžedmítrij I) è stato definito zar impostore e solitamente si ritiene che la sua reale identità fosse quella del monaco Grigorij Otrepev (Григорий Отрепьев). Il vero Demetrio I fu assassinato a Uglič nel 1591.

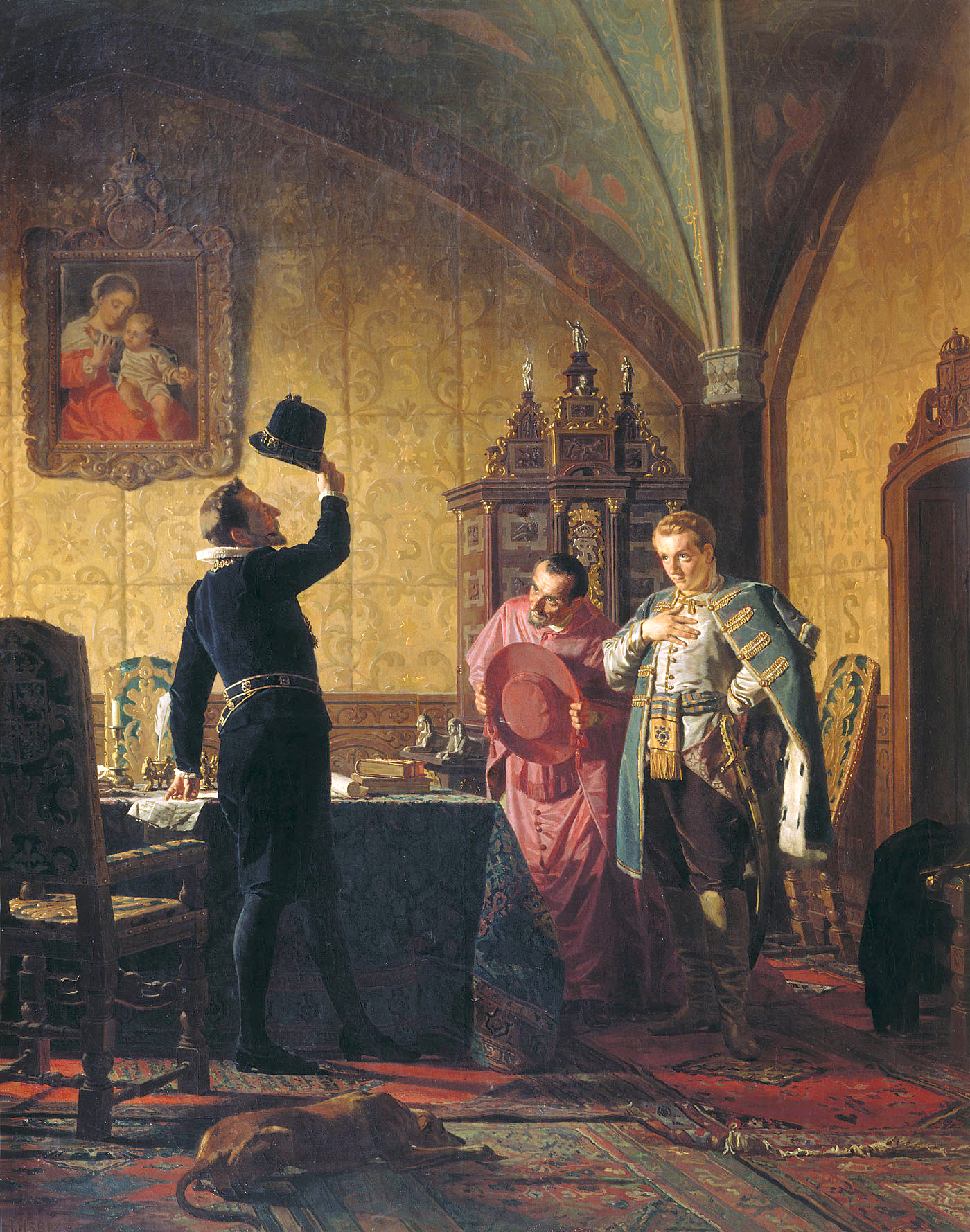
Nikolaj Vasil'evič Nevrev (1874), Il Falso Demetrio promette a Sigismondo III di introdurre il cattolicesimo in Russia

## Biografia

### Controversia circa l'identità
La reale identità del Falso Demetrio I non è completamente certa. Esistono diverse versioni che si basano su documenti e testimonianze dell'epoca, cui però non è possibile dare piena attendibilità; allo stesso tempo non è da trascurare l'importanza di supposizioni e speculazioni formulate in merito.
L'opinione maggiormente diffusa e accreditata è quella secondo cui la vera identità del Falso Demetrio I sia quella di Grigorij Otrepev (nato Jurij Otrepev), un monaco fuggito dal monastero di Čudov presso il Cremlino attorno al 1601. Tale è la versione che fu data originariamente da Boris Godunov, espressa in una sua lettera al Re di Polonia Sigismondo III. Parimenti, la lettera inviata dal Falso Demetrio I al patriarca Giobbe di Mosca, infiorita di termini ecclesiastici e osservazioni prossime alla confidenza, inducono a suffragare la precorsa identità monacale dello zar impostore.
È data anche la versione secondo cui, invece, colui che nella storia è stato definito "Falso Demetrio I" fosse realmente Demetrio figlio di Ivan IV, salvato dall'uccisione e portato al riparo in Polonia dove sarebbe poi stato cresciuto da gesuiti alle dipendenze del re polacco. Questa versione non è molto diffusa ma è stata supportata da illustri storici russi del XIX e XX secolo quali Suvorin e Kostomarov, ed è avallata anche da alcuni studiosi attuali. Kostomarov a suo tempo argomentò che "Demetrio era più facile da salvare che da falsificare". Elemento a favore di questa tesi sarebbe la naturalezza con cui, secondo alcuni che lo conobbero, egli si atteggiava a sovrano e perseguiva i propri fini, come se avesse piena coscienza di essere realmente figlio dello Zar. Viene inoltre affermato che la vecchia madre dello zarevic Marija Nagaja, alla vista del sedicente Dmitrij Ivanovič, lo ritenne davvero essere suo figlio. La asserita somiglianza con Dmitrij, del resto, dà adito a una certa verosimiglianza della versione. La versione dell'autentico Dmitrij tuttavia è considerata fumosa, contraddittoria e per molti versi infondata (nonostante altre testimonianze scritte del periodo).
Altre versioni sono state proposte e sostenute, ma attualmente non godono quasi di alcun credito. Secondo lo storiografo di corte svedese Johan Widekindi, testimone del Periodo dei torbidi in Russia, il Falso Demetrio I doveva essere, secondo l'opinione di molti, un valacco o un italiano al servizio del Re di Polonia. Stando invece alle memorie di un mercenario tedesco assoldato dai russi, tale Konrad Bussov, il Falso Demetrio era figlio illegittimo di Stefano I Báthory di Polonia. Secondo altre supposizioni ancora lo Pseudo-Demetrio era figlio di un qualche nobile o boiaro fuggito da Mosca, usato poi al fine di spodestare Boris Godunov, oppure era nient'altro che un figlio illegittimo di Ivan il Terribile. La maggior parte di queste versioni sono state accantonate.

### Biografia nota
L'aspirante Demetrio compare in Polonia intorno al 1600 in qualità di domestico di un nobile polacco Adam Wiśniowiecki. Secondo un racconto postumo, egli rivela per la rabbia la sua identità mentre il suo padrone lo sta schiaffeggiando. Dmitrij afferma in seguito che sua madre, la vedova dello zar Ivan IV, preconizzando il tentativo di assassinarlo, lo avrebbe affidato ad un medico che lo avrebbe nascosto in un monastero russo. Dopo la morte del medico, Dmitrij afferma di essersi trasferito in Polonia dove, dopo aver lavorato per breve tempo come maestro, entra al servizio di Wiśniowiecki.
Molti di coloro che hanno conosciuto lo zar Ivan IV affermano di vedere in Demetrio una notevole somiglianza. Demetrio mostra altresì di essere abile nel cavalcare, ha ampie conoscenze letterarie e parla sia russo che polacco. A prescindere dal credere o meno all'autenticità dello Pseudo-Demetrio, Adam Wiśniowiecki ed altri nobili polacchi decidono di appoggiarlo contro Boris Godunov. Nel marzo 1604 Demetrio è ospite alla corte di Sigismondo III di Polonia a Cracovia. Il re apparentemente lo appoggia ma non gli promette alcun aiuto per conquistare il trono di Russia.
Quando Boris Godunov viene a sapere della comparsa di un pretendente afferma che si tratta di un monaco fuggiasco di nome Grigorij Otrepev (nato Jurij Otrepev, Grigorij è il nome acquisito al monastero), anche se non è chiaro su quale base fondi la sua affermazione. Malgrado ciò i sostenitori di Godunov incominciano a diminuire, specie quando tenta di diffondere delle dicerie contro l'avversario impostore. Alcuni boiari russi decidono, allo scopo di non pagare più le tasse a Boris Godunov, di acclamare il Falso Dmitrij come zar.
Demetrio raccoglie tutti i suoi seguaci, forma un piccolo esercito ed entra in territorio russo nel giugno del 1604. I nemici di Godunov, inclusi gruppi di cosacchi provenienti dal sud, si uniscono al suo esercito. Sulla strada di Mosca le forze del Falso Demetrio si scontrano due volte con i soldati dello zar; nella prima battaglia Demetrio è vincitore, ma nella seconda viene sconfitto.
Boris Godunov muore improvvisamente il 13 aprile 1605 e suo figlio Fëdor II sale al trono. Nei mesi che seguono l'esercito russo passa dalla parte del Falso Demetrio ed il 1º giugno Fëdor e sua madre vengono prima imprigionati e poco dopo uccisi. Il 20 giugno Demetrio entra a Mosca. Il Falso Demetrio tenta così di consolidare il suo potere visitando la tomba dello zar Ivan IV accompagnato dalla vedova Marija Nagaja, che afferma di riconoscerlo come figlio. Nello stesso momento lo Pseudo-Demetrio chiede al patriarca Giobbe di incoronarlo zar, ricevendone il rifiuto. Il patriarca è così costretto ad abbandonare il soglio. Il 30 luglio 1605 viene incoronato zar dal patriarca Ignazio con il nome di Demetrio I.
Nell'arco di pochi mesi gli appoggi al nuovo zar cominciano a vacillare, in parte per l'alleanza con la Polonia ed in parte per la necessità di riscuotere le tasse. Demetrio annuncia l'intenzione di sposare una nobile polacca di religione cattolica, Marina Mniszech. Di norma, tutte le volte che uno zar russo aveva sposato una donna di altra fede religiosa, questa si era convertita alla fede ortodossa prima del matrimonio. È probabile che Demetrio, obbligato nei confronti dei suoi sostenitori polacchi, volesse così avallarne il tentativo di convertire la Russia al cattolicesimo. Per questa ragione viene annunciato che la sposa non si convertirà al credo ortodosso. Questa decisione fa crescere lo scontento tanto nella Chiesa ortodossa russa, quanto tra i boiari e tra la popolazione russa.
Gli stessi boiari che ebbero appoggiato lo Pseudo-Demetrio contro Boris Godunov iniziarono così a cospirare contro di lui. Il mattino del 17 maggio 1606, circa due settimane dopo il matrimonio, i congiurati entrano nel Cremlino. Demetrio tenta di fuggire attraverso una finestra ma viene raggiunto e ucciso. Il corpo dello Pseudo-Demetrio viene prima fatto a pezzi ed esposto, poi cremato e le ceneri mischiate a polvere da sparo e sparate verso la Polonia.
Il regno del Falso Demetrio I durò meno di dieci mesi (tra il 1605 e il 1606) e Vasilij Šujskij prende il suo posto come zar.

## Curiosità
Lo scrittore russo Fëdor Dostoevskij, in uno dei suoi primi romanzi, Il sosia (Dostoevskij), scrivendo dello smascheramento del sosia del suo personaggio Goljadkin, fa riferimento al Falso Dimitri I di Russia: "Gli usurpatori e gli svergognati non trionfano, ma finiscono sulla forca! Di Griška Otrep´ev ce n'è stato soltanto uno: usurpò il trono e la dette a bere al popolo, ma non per molto!" (Milano, Feltrinelli Editore, 2003, p.135).